# Mons Pico
Mons Pico är ett berg på norra delen av den sida av månen som vetter mot jorden. Det har fått sitt namn av den tyske astronomen Johann Hieronymus Schröter efter vulkanen Pico de Teide på den spanska ön Teneriffa, Kanarieöarna, som den har liknats vid.
Berget ligger nära sydost om den östliga kanten av bergskedjan Montes Teneriffe, men trots att det ligger nära och har fått namn efter ett berg på Teneriffa brukar det inte räknas till bergskedjan som har fått namn efter Teneriffa. Runt omkring men mest söder om berget breder månhavet Mare Imbrium ut sig.

## Mons Pico i litteraturen
Märkliga föremål visar sig nära Mons Pico i science fiction-romanen Blast Off at Woomera från 1957 av Hugh Walters, mer om dessa föremål avslöjas i uppföljarna The Domes of Pico och Operation Columbus.
Mons Pico är också platsen för ett slag i Arthur C. Clarkes roman Earthlight från 1955.